# Григориј Шчербина
Григориј Степанович Шчербина, или Григорије Шчербина (рус. Григорий Степанович Щербина, укр. Григорій Степанович Щербина; Чернигов, 29. новембар 1868 — Косовска Митровица, 10. април 1903), био је дипломата, руски конзул у Косовској Митровици од 1902. до смрти и одличан познавалац културе и историје балканских народа.

## Биографија
Рођен је у Чернигову у Руској Империји, данас Украјина, 29. новембра 1868. године, као првенац у столарској породици. Својој деци, ћерци и тројици синова, необразовани отац је успео да пружи одлично образовање. Григориј се одмалена истакао као врло упоран и вредан ђак. Посебно је показивао таленат за језике, што је највероватније и одредило његов животни позив. Да би помогао породици давао је часове млађој деци из латинског и старогрчког језика.
После завршене гимназије у родном месту 1886. године, похађао је Лазаревску академију за оријенталне језике у Москви и затим је, као врстан студент, 1889. године примљен на образовање, на Азијском одељењу Министарства иностраних послова. Као студент посећивао је Руско-словенско друштво у Москви, и ту дошао у додир са Србима. У то време он је већ говорио арапски, татарски, јерменски, грузијски и турски језик, на коме је била написана и његова дисертација. Касније је научио албански, бугарски и српски језик, па је већ у 23. години живота 1891. године ступио у дипломатску службу у Цариграду. Био је секретар конзулата у Скопљу, затим посланик на Цетињу, код краља Николе Петровића, да би 1896. (или 1894.?) постао руски вицеконзул у Скадру. Већ током рада у Скадру истакао се својом заштитом Срба од арбанашког насиља.
Затим је требало да оде на службу у Митровицу, али се пре тога, на лето 1902. године вратио у Чернигов, да посети породицу, за коју је, и поред велике удаљености, био веома везан. Од његове помоћи средњи брат је дипломирао права на Универзитету у Кијеву и у то време се већ налазио на служби у Владикавказу, па се Грегориј са њим тада није ни видео, док је млађи брат још увек похађао средњу школу. Сестра се удала и живела у Глухиву. Родитељи су му у то време видно остарили, отац коме је било 56 година једва је могао да хода. Оба родитеља су страховала за његов живот, добро су се сећали Руско-турског рата 1877—1878. и плашили се новог, док им је млађи брат свакодневно читао новости из новина. При одласку, док га је пратила према станици у Кијеву, мајка га је молила да не иде за Митровицу, али јој је он објаснио да не може да не иде и да му је тамо место.

## Прилике у Старој Србији
После Српско турских ратова (1876—1878), Берлинског конгреса и добијања независности Србије, крајем 19. и почетком 20. века положај преосталог српског живља у границама Осмаснког царства, знатно се погоршао. Придошли муџахири из Топлице вршили су притисак на Србе, а Арабанасе плашили могућношћу да се Србија прошири према југу. Застрашивањем од Србије, вршила је и Аустроугарска, нудећи се као заштитник, док се Османско царство распадало, а његови неактиви државни органи благонаклоно гледали на обрачунавање Арбанаса са хришћанском рајом. На територији Космета организоване су побуне против централизоване власти у Порти. У таквим приликама, чак и водећи арбанашки појединци и фисови (братства), који до тада нису били против Срба, окренули су се против њих, са циљем да их истребе.
Потресне извештаје са Космета слали су Јован Дучић, Бранислав Нушић, Милан Ракић, Владимир Ћоровић. Суочени са оваквом ситуацијом и са жељом да се стање поправи, влада у Београду, пошто је анализирала добре резултате постигнуте радом конзулата у Призрену (још од 1866), као једно од решења је сматрала да би могло бити најпре закључивање конзуларне конвенције између Србије и Турске и затим у отварању нових конзулата у Скопљу и Солуну 1887, Приштини и Битољу 1889. Мада нису сви српски конзулати имали једнаке могућности да заштите Србе, били су један од директних извора информација о зулумима која су се тамо дешавала, па се на тај начин пружала могућност да се европској јавности, али и самој Порти укаже на њих. После убиства српског конзула Луке Маринковића у Приштини и притисака Аустрогуарске на Порту, Србија је морала да стане са даљим отварањем конзулата. Ситуација се погоршала још више, после Грчко-турског рата 1897. године, када је Крит добио аутономију, пошто су се пронеле вести да ће се слична ситуација десити и са Косовским вилајетом, после чега је Султан донео одлуку о разоружавању Арбанаса, који су на то одговорили формирањем Пећке лиге. Порта је такође формирала комисију за сузбијање зулума, али се ова више бавила његовим прикривањем. На инсистирање краља Александра, због болести председника владе Владана Ђорђевића, Србија је затим пропустила прилику да на Првој конференцији о миру и разоружању 1899. године у Хагу укаже на пропусте Порте да среди стање, мада је за то била припремљена Плава књига - Преписка о арбанашким насиљима у Старој Србији 1898-1899, на српском и француском језику.

## Отварање конзулата у Митровици
У јеку терора над Србима, руска дипломатија је одлучила да помогне у мери у којој је могла. Поред тадашњих руских конзулата у Скопљу и Призрену, одлучила је да отвори и конзулат у Митровици, како би извршила притисак на Порту. Уз сагласнот Порте, конзулат је отворен 7. маја 1902. године. За конзула је постављен 34. годишњи Шчербина. Он је у то време представљао једног од најперспективнијих младих руских дипломата, који је марљиво изучавао културу и историју балканских народа, те био веома упућен у балканска питања. Пре ступања на дужност у Митровици, изјавио је да ће „свим силама настојати да заштити српски живаљ у додељеном му делокругу“, али свестан ситуације, такође „бити веома обазрив, нарочито у прво време, докле унеколико утврди свој ауторитет“.
Арбанашки прваци били су незадовољни одлуком да се у Митровици отвори конзулат. Међу највећим противницима налазио се Иса Бољетинац. Мада је он у Митровачком крају првобитно важио за огорченог противника било каквог аустроугарског утицаја у том делу Косова и сарадњу са Србијом сматрао неопходоном, да би се спречила аустроугарска окупација новопазарског санџака, после догађаја око Колашинске афере он је променио своју политичку оријентацију у противсрпску. У својој кули у Бољетину, пред многим арбанашким првацима, изјавио је да ће радије погинути него дозволити да дође до отварања конзулата. Осим тога, отворено је претио да ће запалити кућу свакоме ко се усуди да изнајми стан руском конзулу. Његове претње храбриле су и аустријске присталице којих је било међу виђенијим људима турског порекла у Митровици. Као резултат, 30. августа 1902. гавази и слуге конзула Шчербине су по доласку у Митровиицу били отерани. Они су своје ствари морали да оставе у железничком магацину и потраже уточиште код руског конзула у Скопљу. На тај начин је долазак руског конзула био одложен. Српска дипломатија искористила је овај инцидент, како би извршила додатни притисак на Порту, захтевајући разоружање Арбанаса, наоружавање Срба и протеривање са Космета главног коловође демонстрација. После тога уследиле су реформе, а Иса Бољетинац је наоружан, уз почасти свечано испраћен за Цариград.

## Долазак у Митровицу
Шчербина је у град дошао 26. јануара 1903. године, у време када је у Митровици још увек владала побуна Арбанаса против цариградских реформи, Ипак у Митровици је најпре свечано дочекан. уз одговарајуће војне почасти. Срби су од конзулата очекивали неку врсту заштите, али је конзулат почео са радом тек у марту. Присуство Шчеребине је за Србе довело до обнављања културног живота у граду, па је тако по први пут у митровачкој основној школи прослављена школска слава на Св. Саву. С друге стране, Арбанаси су конзула кривили за реформе и отворено изражавали незадовољство о одлуци да још један руски конзул буде у покрајини. Организовали су бројне протестне скупове широм Космета, од којих је највећи био у Ђаковици, где је донета одлука да се Шчербина протера из Митровице.
И поред упозорења бројних делегација Срба, које су га посећивале, да се причува и не излаже опасности, он се одмах прихватио посла: почео је да обилази места на којима су се догађали сукоби са Арбанасима и слао извештаје. Често је излазио у обилазак у околину града, а понекад ишао и у лов. Његови извештаји су говорили о страдању Срба, убиствима, силовањима, пљачкама и паљевини српске имовине, уз нагласак да без насиља нису могле да прођу ни погребне српске поворке. Шчербина се залагао за реформе, за већа права Срба и за правичније односе турских власти према њима.

## Напад на Митровицу
Арбанаси нису мировали. Прво су напали Србе у Вучитрну, заузели управну зграду и отерали Србе заптије, а незнатна војна посада им није пружила отпор. Потом су решили да нападну и Митровицу. Мада их није било довољно, тек око две хиљаде, они су очекивали да ће их турска војска пустити да уђу у варош и спроведу своје намере. Напад се догодио 30. марта 1903. године, али пошто је велики везир после упада у Вучитрн успео да издејствује од султана одобрење да се употреби војска, нападаче је пред Митровицом дочекала топовска паљба. За време напада Шчербина се налазио у првим редовима, а одбраном је командовао Саит-беј. Напад је тог дана одбијен, при чему је настрадало 200—300 Арбанаса. Следећег дана рашириле су се вести о поновном нападу на град, па је конзул са пратњом решио да крене у обилазак положаја. По повратку, у близини старе железничке станице, каплар турске војске, Ибрахим Хали, за кога се касније установило да је из села Жегра код Гњилана је испалио два метка, од којих је један Шчербина погодио у леђа, а други ранио војника који се налазио у његовој пратњи. Остала пратња успела је да зароби атентатора, који је свој поступак у почетку правдао жељом за осветом, пошто је изјавио да је претходног дана погинуо један његов рођак, да би се каснијим испитивањем дошло до сазнања да је то урађено у договору са арбанашким првацима.
| „                                | Ја сам прва жртва у новој српској историји за ослобођење Старе Србије | ” |
| — Последње речи конзула Шчербине |                                                                       |   |

Шчербину је метак погодио са десне стране стране леђа, у висини лумбалног пршљена, а изашао са леве на крају 11 ребра, од чега је осетио јак бол и пао. За превоз до конзулата, пошто нису располагали другим превозним средством, војници су направили носила од шињела, што је код рањеника изазивало још веће болове. Преношење је трајао 20 минута. Пролазећи кроз град он није пустио ни гласа, али је по уласку у конзулат почео да јауче и преврће од бола. Смирио се тек пошто му је указана прва помоћ.

## Смрт и сахрана
Покушавајући да ублажи настало стање, Порта је из Цариграда послала лекара, који је дуго путовао до Митровице. Из Србије је, по наредби краља Аклександра, упућен доктор Војислав Суботић. Иако се у почетку веровало да рана није озбиљна, установљено је да му је метак уништио јетру, пробио бубрег, оштетио дијафрагму и лумбалне пршљенове. Знајући да ће умрети, али не желећи да узнемирава породицу, Шчеребина је из Митровице послао чак два телеграма, један сестри и други средњем брату, јављајући им како му је боље, мада то није било тачно.
Након десет дана лежања у грозници, преминуо је од постоперативних компликација, у страшним мукама. Ковчег, крст, све што је било потребно за сахрану уз луксузан венац од белих љиљана са посветом послали су из Београда краљ Александар и краљица Драга.
Смрт Шчербине, Срби на целом Космету су доживели као националну несрећу. О догађају су извештавали сви медији, како домаћи, тако и страни. На испраћају посмртних остатака окупио се велики број Срба. Његово тело је затим из Митровице возом пребачено у Цариград. На успутним станицама масовно су улазили људи који су желели да му одају последњу пошту. У Скопљу су тело дочекала 24 српска свештеника и руски јеромонах Арсеније, у својству заступника игумана Манастира Дечани, који тада држе руски монаси. Из Цариграда је тело пребачено у родни Чернигов, би поред Манастира Св. Тројица - Илински 26. априла 1903. године била обављена сахрана. На гробу је постављен крст, који је донет из Митровице.
Шчербина није био једини руски конзул који је настрадао у време арбанашких немира. Неколико месеци касније, турски жандарми убили су и конзула Александра Аркадевича Ростковског у Битољу. У наредним годинама ситуација на простору Старе Србије није се битније променила. Арбанашки напади су настављени, а српско становништво је остало у потпуности препуштено самом себи.

## У његову част
Постхумно, 1904. године Шчербина је изабран за почасног члана Српског књижевног друштва. У Београду, једна улица на Чукарици од 1940. године носи његово име. У Косовској Митровици налази се друштво солидарноси „Григорије Степановић Шчербина“ и споменик Шчербини.

### Споменик у Митровици
У јужном делу Митровице, код старе железничке станице, на брду Баиру, на месту где је конзул смртно рањен, 1928. године је подигнут споменик, у виду пирамиде, са његовим ликом и бронзаном плочом, на којој је писало:
| „ | Григорије Степанович Шчербина, руски конзул, рођен 1868. године, а погинуо 1903. године | ” |

После Другог светског рата споменик је премештен у двориште музеја. Деведесетих година прошлог века је премештен испред зграде општине, такође у јужном делу града и тада је додата кована метална ограда око споменика, док се бронзана плоча чувала у храму Светог Саве. У доба сецесионистичке побуне Албанци су уништили споменик и уклонили га, а 2001. срушена је и зграда руског конзулата, која се налазила на 100 метара од храма. Касније је на том месту подигнут тржни центар. У немирима на Косову и Метохији 17. марта 2004. године, уништена је и бронзана плоча, која се чувала у храму.
Споменик Шчербини поново је подигнут 2007. године, овог пута на Тргу Шумадија, у слободном делу града. О великом пријатељу српског народа Владимир Ћоровић записао је: 
| „                  | Кап братске руске крви канула је у потоке српске крви, који столећима Косовом теку | ” |
| — Владимир Ћоровић |                                                                                    |   |

Његове се речи данас налазе исписане на постољу споменика.